# Sigillaria
Sigillaria var en fornromersk vintersolståndsfest som i anslutning till Saturnalierna firades 21 och 22 december. Festens namn kommer av sigilla (lat., "små bilder"), dockor av lera, vax eller gips, som gavs åt barnen som "julklappar"; dit hörde också gudastatyetter av guld, silver eller brons, brokigt målade vaxljus och kakor eller konfekt.